# Перша книга Самуїла

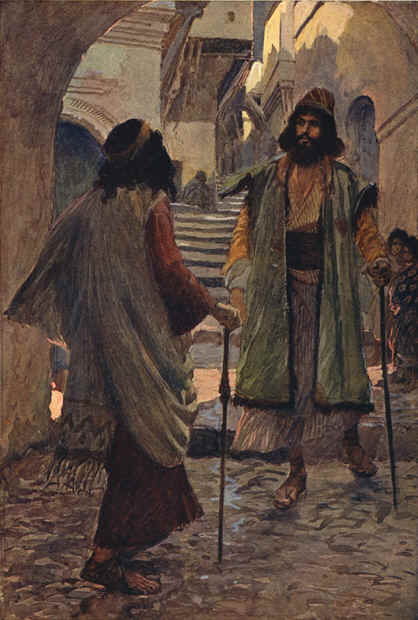
Джеймс Тіссо. «Самуїл зустрічає Саула»

Пе́рша кни́га Самуї́ла — книга Старого Завіту та книга єврейської канонічної Біблії (Танаху) і третя в її розділі так званих ранніх пророків. Спочатку єдина книга з Другою книгою Самуїла, в Септуагінті і в Вульгаті, вона була розділена з практичних причин на дві книги, що отримали назву I і II (з чотирьох) книг Царств — Перша книга Самуїла (або Перша книга царів — у східних церквах) та Друга книга Самуїла (або Друга книга царів — у східних церквах). У єврейських рукописах Біблії текст розглядався як єдина книга, і лише з появою друкованої Біблії у XV ст. стався поділ на I і II книгу Самуїла, який пізніше і увійшов у єврейську традицію. Назва книги в єврейському каноні не передбачає авторство Самуїла, а очевидно дана тому, що Самуїл — перша значна особистість, що з'являється в оповіданні.
Книга Самуїла — історичний документ першорядної важливості для розуміння подій, що призвели до становлення монархії. Також з середніх віків поділена на 31 главу.

## Зміст
Перша книга Самуїла розповідає історію Ізраїля від прохання бездітної Анни про потомство, народження Самуїла, його покликання пророкувати. Пізніше описані події боротьби з філістимлянами, втрата ковчегу та його здобуття, історія Давида і Голіафа, самогубство Саула, та смерть його синів у війні. Поряд з розповідями у книзі також наведено псалми (1 Сам. 2:1). Перша книга Самуїла змістовно розповідає про зародження ізраїльського царства та деякий спротив його виникненню всередині народу (1 Сам. 8:1 — 1 Сам. 12:1). У 1 Сам. 8:11-18 особливо дискутуються недоліки монархії, та у 1 Сам. 10:19 царство розглядається як відхід від Бога. У першому розділі також описано помазання Саула першим царем Ізраїля, та у розділах 13-31 описано його правління. Після цього описана певна конкуренція Саула із Давидом. Дочка Саула — Міхаль закохана у Давида (1 Сам. 18:28), а його син Йонатан навіть попереджає його про дії свого батька (1 Сам. 19:23).

## Розділи
- Паломництво до Шіло; народження й посвята Самуїла Богові, ганьба та падіння дому Ілії (Розділи 1-3)
- Втрата та здобуття Ковчега Заповіту (Розділи 4-7)
- Самуїл посідає провідне становище в Ізраїлі. Цар Саул, його помазання. (Розділ 7 — 10)
- Давид при царському дворі (Розділ 16–19,17)
- Давид утікає від Саула (Розділ 19,18–28,2)
- Відчай Саула і його смерть (Розділ 28,3–31)